# 超限数
超限数（ちょうげんすう、英: Transfinite number）とは数学において、すべての有限数よりも大きい数であり、"無限"ではあるが必ずしも"絶対無限"とは限らない。これらには、無限集合の濃度を表現するための超限基数（英: transfinite cardinals）と、無限集合の順序を表現するため使われる超限順序数（英: transfinite ordinals）が含まれる。"超限"という数学用語は、1895年ゲオルク・カントールによってつくられた。これらの対象に対し"無限"という意味の言葉等を避けたいと思った人々は存在したが、にも拘わらずこの数は有限ではなかった。現在この点を問題視する者はほとんどおらず、超限の基数と順序数は無限数とされている。にもかかわらず"超限"という用語も使われ続けている。

## 定義
有限自然数は少なくとも2つの目的で使われている。基数と順序数としてである。基数はひと組の量（例えば、バッグの中のビー玉5個）を示すが、順序数は、組の中の順序を示す。（例えば、「左から3番目の男」「1月27日」） 。超限数に拡張すると、これら2つの概念の違いは明確になる。超限基数は無限集合のサイズの表現に使われ、超限順序数は、順序付けられた無限集合内の位置を示すためすために使われる。
最も重要な順序数と基数は次の2つである。
- {\displaystyle \omega } （オメガ）: 最小の超限順序数。これは、通常の線形順序付けでの自然数の順序型でもある。
- {\displaystyle \aleph _{0}} （アレフ・ヌル）: 最初の超限基数であり自然数の濃度でもある。選択公理が成り立つ場合、次に高い基数は {\displaystyle \aleph _{1}}（アレフ・ワン）である。そうでない場合は、アレフ・ワンとは比較できず、アレフ・ヌルよりも大きい他の基数が存在する可能性がある。いずれにせよ、アレフ・ヌルとアレフ・ワンの間に基数は無い。

連続体仮説とは、自然数の濃度 {\displaystyle \aleph _{0}} よりも大きい最小の濃度は連続体濃度（実数の集合の濃度）であり間に中間基数がない、また同等に {\displaystyle \aleph _{1}} と連続体濃度が等しいかと云う命題である。ツェルメロ＝フレンケル集合論において連続体仮説は、証明も否定もできない。
P.Suppes や J.Rubin を含む一部の著者は、超限基数という用語を使用して、「無限基数」と同等ではない可能性がある状況でのデデキント無限集合の基数を指す。つまり可算選択公理が想定されていないか、成立することが知られていない状況においてこの定義を考えると、以下はすべて同等である。
- {\displaystyle {\mathfrak {m}}} を超限基数とすると、{\displaystyle {\mathfrak {m}}} を基数とする集合 {\displaystyle A} はデデキント無限集合である。
- {\displaystyle {\mathfrak {m}}+1={\mathfrak {m}}.}
- {\displaystyle \aleph _{0}\leq {\mathfrak {m}}.}
- {\displaystyle \aleph _{0}+{\mathfrak {n}}={\mathfrak {m}}.} であるなら {\displaystyle {\mathfrak {n}}} は基数である。

超限順序数と無限基数はどちらも自然数のみを一般化するが、超実数や超現実数を含む他の数体系は、実数の一般化を規定する。

## 例
カントールの順序数の理論では、すべての整数には後続者が存在しなければならない。 すべての通常の整数の次にくる「整数」、つまり最初の無限な「整数」は {\displaystyle \omega } と名付けられる。この文脈では、{\displaystyle \omega +1} は {\displaystyle \omega } より大きく、{\displaystyle \omega \cdot 2}、{\displaystyle \omega ^{2}}、{\displaystyle \omega ^{\omega }}はさらに大きい。{\displaystyle \omega }を含む算術式は順序数を指定し、その数までのすべての「整数」の集合と考えることができる。与えられた数は一般にそれを表す複数の式を持つが、しかし、それを表す唯一のカントール標準形が存在する。本質的には {\displaystyle \omega } の降冪の係数を与える数字の有限列である。
しかし、全ての無限な「整数」がカントール標準形で表されるわけではない。そのような最初の極限順序数は {\displaystyle \omega ^{\omega ^{\omega ^{...}}}} であり、 {\displaystyle \varepsilon _{0}} で表される。 {\displaystyle \varepsilon _{0}} は {\displaystyle \omega ^{\varepsilon }=\varepsilon } の最小の解である。そしてそれに続く解を {\displaystyle \varepsilon _{1},...,\varepsilon _{\omega },...,\varepsilon _{\varepsilon _{0}},...} としていくと、さらに大きな順序数が得られ、極限 {\displaystyle \varepsilon _{\varepsilon _{\varepsilon _{...}}}} になるまで続けられる。これは {\displaystyle \varepsilon _{\alpha }=\alpha } の最初の解である。
これは、すべての超限な「整数」を指定できるようにするためには、無限の名前の列を考えなければならないことを意味する: もし1つの最大の「整数」を指定するのであれば、常にその後継の大きな「整数」を挙げることができるからである。しかし、カントールによって指摘されたように、これでも超限数の最も小さいクラスにしか到達できない: これらの超限数はそれぞれ集合としてのサイズは基数 {\displaystyle \aleph _{0}} に対応する。

## 参照
1. ↑  “Definition of transfinite number | Dictionary.com” (英語). www.dictionary.com. 2019年12月4日閲覧。
2. 1 2 3  “Transfinite Numbers and Set Theory”. www.math.utah.edu. 2019年12月4日閲覧。
3. ↑  “Georg Cantor | Biography, Contributions, Books, & Facts” (英語). Encyclopedia Britannica. 2019年12月4日閲覧。
4. ↑  Georg Cantor (Nov 1895). “Beiträge zur Begründung der transfiniten Mengenlehre (1)”. Mathematische Annalen 46 (4):  481–512.
5. ↑  Georg Cantor (Jul 1897). “Beiträge zur Begründung der transfiniten Mengenlehre (2)”. Mathematische Annalen 49 (2):  207–246.
6. ↑  Georg Cantor (1915). Philip E.B. Jourdain. ed. Contributions to the Founding of the Theory of Transfinite Numbers. New York: Dover Publications, Inc. English translation of Cantor (1895,1897).
7. 1 2  Weisstein. “Ordinal Number” (英語). mathworld.wolfram.com. 2019年12月4日閲覧。
8. ↑  “Transfinite Numbers and Set Theory”. www.math.utah.edu. 2019年12月4日閲覧。
9. ↑  “Transfinite Numbers and Set Theory”. www.math.utah.edu. 2019年12月4日閲覧。
10. ↑  Beyer, W. A.; Louck, J. D. (1997), “Transfinite function iteration and surreal numbers”, Advances in Applied Mathematics 18 (3):  333–350, doi:10.1006/aama.1996.0513, MR1436485
11. 1 2 3  John Horton Conway, (1976) On Numbers and Games. Academic Press, ISBN 0-12-186350-6. (Chapter 3 参照)